# Capitalismo y libertad
Capitalismo y libertad es un libro de Milton Friedman publicado originalmente en 1962 por la University of Chicago Press que analiza el papel del capitalismo económico en la sociedad liberal. Vendió más de 400.000 copias en los primeros dieciocho años. Ha sido traducido a 18 idiomas.

## Planteamiento
Friedman defiende la libertad económica como condición previa para la libertad política. Define " liberal " en términos de la Ilustración europea, en contraste con un uso estadounidense que lo identifica con el izquierdismo, ya que cree que el término se ha corrompido desde la Gran Depresión.
El libro identifica varios aspectos en los que se puede promover un mercado libre por razones filosóficas y prácticas. Entre otros conceptos, Friedman aboga por poner fin a la licencia obligatoria para los médicos e introducir un sistema de vales para la educación escolar.

## Contexto
Capitalismo y libertad se publicó casi dos décadas después de la Segunda Guerra Mundial, una época en la que la Gran Depresión todavía estaba en la memoria colectiva. Bajo las administraciones de Kennedy y las anteriores de Eisenhower, los gastos federales estaban creciendo a un ritmo muy rápido en las áreas de defensa nacional, bienestar social e infraestructuras. Ambos partidos principales, demócrata y republicano, apoyaron el aumento del gasto de diferentes maneras. Por otro lado el New Deal, fue apoyado por la mayoría de los intelectuales con la justificación de la economía keynesiana. Capitalismo y libertad introduce la idea de cómo el capitalismo competitivo puede ayudar a lograr la libertad económica.
El libro se inspiró en una serie de conferencias que Friedman dio en junio de 1956 en el Wabash College.

## Resúmenes de los capítulos
Introducción
La introducción establece los principios del liberal arquetípico de Friedman, como un hombre que apoya el poder gubernamental limitado y disperso. Friedman opta por la definición europea continental, en lugar de estadounidense, del término.
I. La relación entre libertad económica y libertad política
En este capítulo, Friedman promueve la libertad económica como una libertad necesaria y también como un medio vital para la libertad política. Sostiene que, con los medios de producción bajo los auspicios del gobierno, es casi imposible que exista una disensión real y un intercambio de ideas. Además, la libertad económica es importante, ya que cualquier transacción "bilateralmente voluntaria e informada" debe beneficiar a ambas partes de la transacción. Friedman afirma que la libertad económica protege a las minorías de la discriminación ya que el mercado es apático con "sus puntos de vista o color".
II. El papel del gobierno en una sociedad libre
Según el autor, el gobierno de una sociedad liberal debe hacer cumplir la ley y el orden y los derechos de propiedad, así como tomar medidas sobre ciertos monopolios técnicos y disminuir los "efectos de vecindad" negativos. El gobierno también debería tener control sobre el dinero, como se ha reconocido desde hace mucho tiempo en la constitución y la sociedad.
III. El control del dinero
Discute la evolución del dinero en Estados Unidos, que culmina con la Ley de la Reserva Federal de 1913. Lejos de actuar como estabilizador, la Reserva Federal no actuó como debería en varias circunstancias. Friedman propone que la Reserva Federal tenga una regla coherente para aumentar la oferta monetaria entre un 3% y un 5% anual.
IV. Acuerdos comerciales y financieros internacionales
Este capítulo aboga por el fin del sistema de Bretton Woods a favor de un sistema de tipo de cambio flotante y el fin de todos los controles de divisas y barreras comerciales, incluso las cuotas de exportación "voluntarias". Friedman dice que esta es la única solución verdadera al "problema" de la balanza comercial.
V. Política fiscal
Friedman argumenta en contra del gasto gubernamental continuo justificado para "equilibrar la rueda" y ayudar a que la economía siga creciendo. Por el contrario, los gastos del gobierno federal hacen que la economía sea menos estable, no más. Friedman utiliza evidencia concreta de su propia investigación, demostrando que el aumento en el gasto público resulta en un aumento aproximadamente igual en el PIB, en contraste con la teoría del multiplicador keynesiana. Se discuten muchas razones de esta discrepancia.
VI. El papel del gobierno en la educación
La política que se defiende aquí son los vales que los estudiantes pueden usar para la educación en una escuela de su elección. El autor cree que todos, en una democracia, necesitan una educación básica para la ciudadanía. Aunque hay una inversión insuficiente en capital humano (en términos de gasto en escuelas técnicas y profesionales), sería una tontería por parte del gobierno proporcionar educación técnica gratuita. El autor sugiere varias soluciones, algunas privadas, otras públicas, para poner fin a esta subinversión.
VII. Capitalismo y discriminación
En una sociedad capitalista, sostiene Friedman, discriminar cuesta dinero y es muy difícil, dada la naturaleza impersonal de las transacciones de mercado. Sin embargo, el gobierno no debería promulgar leyes sobre prácticas laborales justas (eventualmente incorporadas en la Ley de Derechos Civiles de 1964), ya que inhiben la libertad de emplear a alguien en función de las calificaciones que el empleador desee utilizar. Por la misma razón, deberían abolirse las leyes sobre el derecho al trabajo.
VIII. El monopolio y la responsabilidad social de las empresas y el trabajo
Friedman afirma que hay tres alternativas para un monopolio: monopolio público, monopolio privado o regulación pública. Ninguno de estos es deseable o universalmente preferible. Los monopolios provienen de muchas fuentes, pero la intervención gubernamental directa e indirecta es la más común y debe detenerse siempre que sea posible. La doctrina de la "responsabilidad social", según la cual las corporaciones deben preocuparse por la comunidad y no solo por las ganancias, es altamente subversiva para el sistema capitalista y solo puede conducir hacia el totalitarismo.
IX. Licencia ocupacional
Friedman adopta una postura radical contra todas las formas de concesión de licencias estatales. Los mayores defensores de las licencias en una industria son, por lo general, las personas de la industria que desean mantener fuera a los competidores potenciales. El autor define registro, certificación y licenciamiento y, en el contexto de los médicos, explica por qué el caso de cada uno de ellos es más débil que el anterior. No existe una justificación liberal para autorizar a los médicos; da como resultado una atención inferior y un cartel médico.
X. Distribución de la renta
Friedman examina el impuesto sobre la renta progresivo, introducido para redistribuir la renta para hacer las cosas más justas, y encuentra que, de hecho, los ricos se aprovechan de numerosas lagunas, anulando los efectos redistributivos. Sería mucho más justo tener un impuesto uniforme uniforme sin deducciones, que podría cubrir los ingresos fiscales de 1962 con una tasa solo ligeramente mayor que la categoría impositiva más baja en ese momento.
XI. Medidas de bienestar social
Aunque bien intencionadas, muchas medidas de bienestar social no ayudan a los pobres tanto como algunos piensan. Friedman se enfoca en la Seguridad Social como un sistema particularmente grande e injusto.
XII. Alivio de la pobreza
Friedman consideró los programas de asistencia social como equivocados e ineficaces. Para reemplazarlos, aboga por un impuesto sobre la renta negativo, dando a todos un ingreso mínimo garantizado.
XIII. Conclusión
La conclusión del libro se centra en cómo, una y otra vez, la intervención del gobierno a menudo tiene un efecto opuesto al previsto. La mayoría de las cosas buenas en los Estados Unidos y el mundo provienen del mercado libre, no del gobierno, y continuarán haciéndolo. El gobierno, a pesar de sus buenas intenciones, debe mantenerse alejado de las áreas donde no necesita estar.

## Influencia
Los efectos de Capitalismo y libertad fueron ámplios pero variados en el ámbito de la economía política. Algunas de las sugerencias de Friedman se están probando e implementando en muchos lugares, como el impuesto a la renta fijo en Estonia (desde 1994) y Eslovaquia (desde 2004), un tipo de cambio flotante que ha reemplazado casi por completo el sistema de Bretton Woods, y el bono escolar nacional en Chile (desde 1981) y Suecia (desde 1992), para citar algunos ejemplos destacados. Sin embargo, muchas otras ideas apenas se han tenido en cuenta, como el fin de las licencias y la abolición del impuesto sobre los beneficios de sociedades (a favor de un impuesto sobre la renta del accionista). Aunque los políticos a menudo afirman que están trabajando hacia el "libre comercio", una idea que apoya el libro, pocos políticos estadounidenses han considerado aceptar su sugerencia de eliminar gradualmente todos los aranceles en 10 años. Sin embargo, Friedman popularizó muchas ideas previamente desconocidas para la mayoría de los economistas externos. Este y otros trabajos ayudaron a Milton Friedman a convertirse en un nombre familiar. El Times Literary Supplement lo llamó "uno de los libros más influyentes publicados desde la guerra".
Capitalismo y libertad, junto con gran parte de los escritos de Milton Friedman, ha influido en el movimiento de la filosofía libertaria en Estados Unidos. La filosofía de la libertad económica e individual de Milton ha coincidido con el surgimiento de partidos políticos que se han alineado con las ideas de Friedman, como el Partido Libertario.
Capitalismo y libertad figura entre los 50 mejores libros del siglo XX del Archivado el 1 de agosto de 2018 en Wayback Machine. Instituto de Estudios Intercolegiados y también se ubicó en el décimo lugar en la lista de los 100 mejores libros de no ficción del siglo XX compilada por National Review. En 2011, el libro se colocó entre los 100 libros de no ficción más importantes de la revista Time, escritos en inglés desde 1923.